# あなた
あなた（彼方、貴方、貴男、貴女）は、特定の人物を直接呼ぶ際に用いる日本語の人称名詞である。また、指示語の一つで、彼方（かなた、あなた、「遠くに在るもの」の意）にある様。此方（こなた、「近くに有るもの」の意）の対義語。

## 二人称としての「あなた」
二人称の人物を呼ぶときに使う言葉であり、私の対義語である。妻が夫を呼ぶ場合にも使用されることがある。君よりも敬意を示す語として使われることが多い。漢字に関しては、男性に対し「貴男」、女性に対し「貴女」などとして区別する場合もある。
昔は、そちと言われていた。日本語では目上の人物に対して「あなた」と呼ぶことは失礼にあたり、日本語教員はアジア諸国の日本語学習者にこのことを教えることが多い。

## 指示語としての「あなた」
彼方（あっち、あなた、かなた）にある様。此方（こっち、こなた）の対義語。ドイツの詩人カール・ブッセの "Über den Bergen" を上田敏が訳詩した「山のあなた」は名訳とされている。この訳文は1899年（明治32年）に出版された『海潮音』にヴェルレーヌの "Chanson d'Automne" （「秋の詩」の意で、訳文では「落葉」。ノルマンディー上陸作戦の符牒としてBBCから放送されたことで知られる）の訳文などと一緒に収録されている。